# Янг, Джуэлл
Джуэлл И. Янг (англ. Jewell I. Young; 18 января 1913 года, Хедрик, Индиана, США — 16 апреля 2003 года, Брейдентон, Флорида, США) — американский профессиональный баскетболист.

## Ранние годы
Джуэлл Янг родился 18 января 1913 года в городе Хедрик (штат Индиана), учился в Лафайеттской школе Джефферсон (штат Индиана), в которой играл за местную баскетбольную команду.

## Студенческая карьера
В 1938 году окончил Университет Пердью, где в течение трёх лет играл за команду «Пердью Бойлермейкерс», в которой провёл успешную карьеру под руководством члена Зала славы баскетбола Уорда Ламберта. При Янге «Бойлермейкерс» два раза выигрывали регулярный чемпионат конференции Big Ten (1936, 1938), но ни разу не выходили в плей-офф студенческого чемпионата США. Последние два сезона в составе «Бойлермейкерс» Янг становился не только лучшим бомбардиром команды, но и всей конференции, набирая по 14,3 и 15,3 очка в среднем за игру соответственно, за что два года подряд включался во всеамериканскую сборную NCAA (1937—1938). Его одноклубником был Роберт Кесслер. В 1964 году Джуэлл Янг был включён в баскетбольный Зал Славы Индианы.

## Профессиональная карьера
Играл на позиции лёгкого форварда и атакующего защитника. В 1938 году Джуэлл Янг заключил соглашение с командой «Индианаполис Каутскис», выступавшей в Национальной баскетбольной лиге (НБЛ). Позже выступал за команду «Ошкош Олл-Старз» (НБЛ). Всего в НБЛ провёл 5 неполных сезонов. Янг два раза включался во 2-ю сборную всех звёзд НБЛ (1939, 1942), а в 1939 году был признан новичком года НБЛ. Всего за карьеру в НБЛ Янг сыграл 88 игр, в которых набрал 803 очка (в среднем 9,1 за игру). Помимо этого Джуэлл в составе «Каутскис» четыре раза участвовал во Всемирном профессиональном баскетбольном турнире, но без особого успеха.

## Смерть
Во время Второй мировой войны ему пришлось на три года прервать свои спортивные выступления (1942—1945). После завершения профессиональной карьеры игрока Джуэлл Янг на протяжении семнадцати лет тренировал баскетбольную команду школы Саутпорт в городе Индианаполис, а затем стал бизнесменом. Он умер 16 апреля 2003 года на 91-м году жизни в городе Брейдентон (штат Флорида).